# 皮卡丘
皮卡丘（日语：ピカチュウ，羅馬化：Pikachu，粵譯：比卡超）是《寶可夢》系列裡1025種寶可夢其中之一，出現在該系列的各種電子遊戲、動畫、電影、卡牌遊戲、漫畫和其它週邊產品。皮卡丘由西田敦子構思，並由杉森建完成設計。首次登場于《寶可夢 紅／綠》，由於受到電視動畫的影響，皮卡丘擁有極高的知名度，成為寶可夢系列的象徵。
其名字由日文中光線的狀聲詞 「Pika」（ピカ），亦有鼠兔之意、以及老鼠的叫聲「啾啾」（チュウ）組合而成。

## 特徵
寶可夢中分類為「鼠寶可夢」。如同字面上所形容，是类似老鼠的寶可夢。
依寶可夢圖鑑紀錄，標準身高0.4m、體重6.0kg。肌膚為黃色，背部有褐色條紋，耳朵尖端為黑色。臉頰上具備著看似紅色斑點被稱為「電氣袋」的蓄電器官，若生氣則會將儲存的電力釋放出來，據說同個地方有好幾隻的時候，該地區就會凝聚起強大的電力，還可能造成閃電落於該處。雌性皮卡丘的尾巴末端為心形（有缺口）。
官方設定中牠的尾巴整條都是黃色，但不少人印象中牠的尾巴末端是黑色，這被視為曼德拉效應的事例，一些解釋認為這個印象是受耳朵尖端的黑色所影響。

## 遊戲
皮卡丘為電屬性寶可夢。代表技能是電擊、十萬伏特、電光一閃、鐵尾、打雷和伏特攻擊等。对牠使用雷之石会進化為雷丘，在阿羅拉地區则進化成阿羅拉雷丘。皮卡丘有自己专属的Z招式，还拥有特别的超级巨化形态。

### 主系列
在《寶可夢 紅‧綠》中野生皮卡丘的出現機率很低。在此基础上推出的动画改编作品《寶可夢 皮卡丘》中，则配合动画做了修改。
因为皮卡丘的人气提升，一些主系列游戏对皮卡丘进行了逐步的加强。如：
- 《金‧銀》開始，皮卡丘携带「電氣球」（でんきだま）時「特攻」（とくこう）變為兩倍。
- 《綠寶石》開始，將攜帶「電氣球」的皮卡丘寄放在飼育屋，可以生出會限定技能伏特攻擊（ボルテッカー）的皮丘。
- 《鑽石‧珍珠》開始，因技能分类不再绑定属性，「電氣球」改為也會提升「攻擊」（こうげき）。

赤红（RED）作为动画角色小智的一个原型，在对战中会使用皮卡丘。在《金‧銀》中有一隻等級81的皮卡丘。在《心金‧魂银》中，皮卡丘等級更高达88级。目前为止赤红最后一次在《Let's Go！皮卡丘／Let's Go！伊布》中出现，队伍中有一只等級85的皮卡丘。

### 旁支系列
《寶可夢戰鬥革命》中，將10個競技場全部破過之後，商店會追加，可以得到會使用衝浪（なみのり）的皮卡丘。
《Pokémon GO》中，皮卡丘有許多種特殊装扮形式，例如戴帽子的皮卡丘或花環皮卡丘。其中一些有對應的皮丘和雷丘版本，但也有一些無法進化。

## 動畫

### “小智与皮卡丘”时期
皮卡丘在《寶可夢》中是主角小智獲得的第一隻寶可夢，從第一集即登場，在该时期每集必定出現。和小智並列為動畫主角。

#### 小智的皮卡丘
小智的皮卡丘是動畫的主角，也是主角小智最好的夥伴。性別為雄性，小智的皮卡丘配音員為大谷育江。這隻皮卡丘時常待在他的肩膀上，非常討厭進入精靈球中。皮卡丘因為想以現有姿態變強，而非常不願意進化成雷丘，小智也決定不讓皮卡丘進化。
原本是一隻野生的寶可夢，皮丘時期被袋獸照顧，与袋獸告別之時進化成皮卡丘，之後被大木博士收服，作为初始寶可夢送給小智。最初牠並不信任小智，直到小智捨身救牠才聽話。牠是火箭隊三人組的最主要的捉拿目標，牠經常用十萬伏特等絕招破壞火箭隊的熱氣球。
此外，其行動常常會違反遊戲設定，例如靠著消防裝置來電擊大岩蛇，把尾巴插入地面來將雷超的電屬性招式無效化。
得益於電視動畫中突出的表現，可能是整部作品系列中最出名的皮卡丘個體。又有可能是因為他主人小智常被戲稱「超级真新人」，因此在愛好者和普遍現實中，有以“皮神”的稱號。

##### 對遊戲的影響
在動畫改編的《宝可梦 皮卡丘》和《精灵宝可梦 Let's Go！皮卡丘》中，為最初拿到的寶可夢。皮卡丘不會進到精靈球中，在地圖上時會跟隨在主角的後方，與之對話可以看到皮卡丘的表情，表情會隨親密度或特殊狀況而變化。此版本中皮卡丘無法進化。此外，此版本的皮卡丘叫聲由動畫中皮卡丘的配音員大谷育江親自配音。
游戏中曾多次配信“小智的皮卡丘”（サトシのピカチュウ），即初训家为“小智”（日文： 英文：）的皮卡丘。
- 2010年7月15日至8月10日：慶祝電影《幻影的霸者 索罗亚克》上映
- 2013年8月10日至9月6日：动画《精灵宝可梦 超级愿望》慶祝活动
- 2015年7月18日至9月30日：游戏《宝可梦DS拉力赛》活动
- 2015年8月24日至8月30日：日本的宝可梦中心现场赠送
- 2017年多个时间段：20周年活动，配信戴着帽子的皮卡丘
- 2020年9月29日至11月30日：配信戴着帽子的皮卡丘
- 2022年8月11日至9月30日：电影25周年祭，配信冠军皮卡丘

#### 其他皮卡丘
系列動畫中，小智的對手阿弘有一隻名為「雷恩」的皮卡丘，前髮的瀏海是牠的特徵，配音員為興梠里美。
在宝可梦动画第38集〈皮卡丘的森林〉中，出现了大量野生皮卡丘，但官方公布声优只有川田妙子（矮小的皮卡丘，CAST表记为皮卡丘A）和西村千奈美（CAST表记为皮卡丘B）。
在宝可梦动画第68集〈踏浪皮卡丘的傳說〉中，衝浪好手敏村特有一隻名為「馬奎爾」的皮卡丘，可以感應海浪，藍眼睛是牠的特徵，叫聲除了皮卡，還有AAAAA，配音員為坂本千夏。
在动画宝可梦 超级愿望第143集中，亚由美有一只皮卡丘，它因为不能使用十万伏特而被带到宝可梦中心治疗，配音員為伊濑茉莉也。
在动画寶可夢XY第114集（XY&Z的22集）中，流浪吉他手吉米有一隻名為尖毛仔的皮卡丘。跟主人一樣熱愛搖滾樂。可以使用雷電拳和挖洞等小智的皮卡丘不會的絕招。頭上的尖毛是牠的特徵。配音员为小樱悦子。
在动画寶可夢 太陽&月亮第91集中，皮卡菈收服了大量皮卡丘，一起生活在皮卡丘山谷。
在动画寶可夢 旅途第35集中，小豪在看到小智和皮卡丘友好情景後，决定自己也要收服一隻皮卡丘，但捕捉附近的野生皮卡丘都失敗了。之後出現一隻會分享樹果的雌性皮卡丘，
小豪在小智的提醒下趁機成功收服這隻皮卡丘。之後它將大家帶到了一處岩壁前，那里聚集了大量的皮卡丘在開鑿岩壁，以獲得雷之石進化成雷丘。小豪的皮卡丘也挖到了一顆雷之石並贈與它的訓練家，之後火箭隊出現，抓走了眾多皮卡丘包括小智的皮卡丘。小豪的皮卡丘要救出它們時被火箭隊發現，也被機器抓住，千鈞一發之際，它示意小豪將雷之石扔給它，在被吸進裝置裡時進化成了雷丘。

### “莉可与罗伊”时期

#### 弗里德的皮卡丘
弗里德有一隻機長皮卡丘，初次在《寶可夢 地平線》內登場，也是飛升伏特攻擊號的船長，與弗里德是拍檔關係。弗里德的機長皮卡丘配音員與前作相同，也是大谷育江。

## 電影

### 动画电影
寶可夢劇場版中，剧情通常集中于小智一行人和某个宝可梦。小智的皮卡丘设定和动画基本相同。

### 真人电影
2019年美國電影《POKÉMON 名偵探皮卡丘》中由萊恩·雷諾斯為皮卡丘進行動作捕捉和配音，而皮卡丘的原聲優大谷育江則針對皮卡丘在片中的鳴叫聲進行配音。

## 文化影響

### 科技
大阪生物科學研究所的研究團隊發現一种構成視網膜神經細胞的蛋白質后，将其命名為「皮卡丘素」。

### 活動
2014年在日本曾舉辦「皮卡丘大量發生中」活動，包括一長排穿著皮卡丘布偶裝的人於街頭宣傳遊行。
2015年亦有「皮卡丘大量發生中」活動。

### 影視
臺灣主播沈春華在2011年播報新聞時，將「李奧納多·狄卡皮歐」的名字誤唸成「李奧納多·皮卡丘」，此後「李奧納多·皮卡丘」便成了臺灣人對李奧納多的暱稱。
《寶可夢》系列動畫中，小智的皮卡丘會依劇情需要而「調整」能力，強的時候可擊敗神獸，弱的時候連5級的藤藤蛇都打不過，故被觀眾戲稱為「影帝」。巧合的是，2016年2月27日为《神奇寶貝》遊戲20周年。次日，2016年2月28日，李奧納多憑獲得第88屆奧斯卡最佳男主角獎。「影帝」的暱稱不謀而合。
經歷了25年，在2022年11月11日，动画《寶可夢 旅途》第128集中，全球觀眾見證小智和皮卡丘成功戰勝丹帝的噴火龍奪得寶可夢世界錦標賽的大師錦標賽世界冠軍，官方在日本澀谷街頭大螢幕快報慶祝。

### 手遊
2016年在美國傳出一名小客車駕駛於行駛高速公路時為了在手機遊戲Pokémon GO中抓皮卡丘而發生車禍的事件，但後來被證實是假新聞。

### 體育
2016年8月11日，在里約奧運舉辦期間，前法國體操名將，北京奧運跳馬銀牌得主布埃爾（Thomas Bouhail）在推特上称日本體操男團像是一群「小皮卡丘」，又對日本女子隊伍也說出類似的話，這番言論引起争议。大量法国网民、法国視聽覺最高評議會和法国反种族歧视的组织认为类似言论涉嫌对日本人的種族歧視，布埃爾在Twitter上致歉。但也有部分日本网民称未感到被歧视，认为“这个比喻很可爱”。

### 政治
「皮卡丘」粵語舊譯是「比卡超」，讀音上與第六任香港特別行政區行政長官李家超相近，因此後者有「比卡超」之暱稱。對此，李家超本人並未表達不滿。此外，日本媒體《產經新聞》2022年4月29日一篇由熟悉香港時事的副總編輯藤本欣也所寫的文章，標題也特意將「李家超」名稱寫成「比卡超」的片假名，即，此文章同時在印刷版及網上版刊載。 另外，2022年5月3日凌晨，無綫新聞app更出現了七次「李家超/比卡超見記者」的信息。

## 香港譯名爭議
2016年5月10日，香港任天堂公布第一代151隻寵物小精靈的官方统一中文譯名，其中大部份名稱與香港原來的官方譯名存在差異，且違反粵語音譯原則。例如將符合粵語的「比卡超」，更名為依據官話（普通話或國語）的讀音、中國大陸和台灣等地使用的譯名「皮卡丘」。此舉引起香港當地很大爭議。除了引發粉絲抗議，也被語文學界、傳媒界、粵語配音動畫觀眾等批評為「以普代粵」，不尊重香港語言。
爭取保留香港譯名的Facebook群組「爭取 Pokémon 保留各地譯名聯署」，在3月曾收集超過6,000聯署去信任天堂表達訴求，在5月中香港任天堂正式公佈譯名後，群組繼續呼籲到任天堂專頁反映意見，亦有人提議一人一信形式抗議。
另外有專頁「毒撚媒體」發起「十萬伏特大遊行」，遊行定於5月30日舉行，上午10時於中環遮打花園出發，遊行至日本駐港總領事館抗議。此行動引发國際關注，多個國家均有媒體報道有關消息。
2017年12月起，奇妙電視在香港播出《精靈寶可夢 太陽&月亮》電視動畫，正式使用统一中文譯名，但字幕顯示作「皮卡丘」時，配音採用「Pikachu」的英語讀法；2018年3月上映的《劇場版 精靈寶可夢 決定是你了！》亦是第一部統一中文譯名電影，同前述電視動畫處理作法。而在2019年5月上映的真人電影《POKÉMON 神探Pikachu》則直接套用英文「Pikachu」。